# Ірина Семенова-Тян-Шанська
Ірина (Ірен) Петрівна Семенова-Тян-Шанська (в шлюбі Байдін, фр. Irène Semenoff-Tian-Chansky-Baïdine, 24 квітня 1961, Нейї-сюр-Сен) — французька філологиня, історикиня, мистецтвознавиця, викладачка. Докторка політології Університету Кан-Нижня Нормандія. Фахівчиня з історії російської церкви, російського дворянства і культури XIX-XX століть.

## Життєпис
Народилася 24 квітня 1961 року в паризькому передмісті Неї. Батьком був Петро Миколайович Семенов-Тян-Шанський, мати — француженка. Хрещена в католицькій церкві. За власними словами, "Була віруючою, потім втратила віру, стала, як більшість, намагалася жити, як усі. <…> Мій відхід від віри почався з мого розчарування в католицькому катехізисі. Він не був близький моїй душі. А перевернув душу і змусив мене повернутися до віри брат мого дідуся — єпископ Олександр" (Семенов-Тян-Шанський).
Прапрадідом був Петро Петрович Семенов-Тян-Шанський (1827-1914), прадід — Дмитро Петрович (1852-1917) — вчений-статистик, дійсний статський радник. Дід — Микола Дмитрович (1888-1974) — морський офіцер; помер в еміграції в Парижі. Батько — Петро Семенов-Тян-Шанський (1925-2003) — геолог-палеонтолог, науковий фотограф. Брат Кирило — мистецтвознавець, чоловік — Валерій Байдін, доктор російської філології, культуролог.
У 16 років вперше відвідала СРСР запрошеною в Санкт-Петербург колегою батька: "Я вирушила на батьківщину своїх дідів і прадідів одна, причіпний вагон Париж-Ленінград був майже порожній. Як тільки я перетнула кордон Польщі і Росії, відчула, що все навколо рідне… Почуття непередаване <…> Я знала про величезні простори, але коли їх побачила, тільки тоді зрозуміла, що це таке. Я з дитинства любила російські пісні, але коли я їх почула в Росії… Ні, це не передати словами. Країна, люди, культура — все стало для мене одкровенням".
У 1984 році закінчила юридичний факультет Сорбонни, де вивчала міжнародне право.
У 1990 захистила докторську дисертацію в Інституті політичних досліджень в Парижі, присвячену відносинам радянської влади з сучасними художниками-концептуалістами.
У тому ж році на три роки переселилася до Москви викладати в педагогічному університеті. Відвідувала лікарняний храм при 1-й міській лікарні. Побувала в різних регіонах Союзу, а потім колишнього СРСР, влітку 1991 року зголосилася з паломниками супроводжувати від Москви до Нижнього Новгорода і села Дивеєво мощі преподобного Серафима Саровського.
Вела наукові вишукування, писала про Російську православну церкву. Авторка низки статей у французьких і російських наукових і популярних журналах та збірниках.
З 2001 року — доцент кафедри російської філології Університету в Кані (департамент Кальвадос).
Улітку 2011 року разом з чоловіком Валерієм Байдін і дочкою Меланією відвідала с. Рязанка (Липецька обл.), садибу, в якій народився і виріс її прапрадід, і передала завідувачу музеєм-садибою А. А. Богданову старовинні фотографії з сімейного архіву.
6-7 грудня 2012 року організувала симпозіум «1812-2012, Bicentenaire de la victoire de la Russie contre Napoléon, Confrontation et dialogue des cultures européennes» в Університеті Кана.

## Родина
Прапрадід — Петро Петрович Семенов-Тян-Шанський (1827-1914)
Прадід — Дмитро Петрович Семенов-Тян-Шанський (1852-1917) — вчений-статистик, дійсний статський радник.
Дід — Микола Дмитрович Семенов-Тян-Шанський (1888-1974) — морський офіцер; помер на еміграції у Парижі.
Батько — Петро Миколайович Семенов-Тян-Шанський (1925-2003) — геолог-палеонтолог, науковий фотограф
Брат — Кирило Петрович Семенов-Тян-Шанський — мистецтвознавець
Чоловік — Валерій Вікторович Байдін, доктор російської філології, культуролог

## Публікації
- Le pinceau, la faucille et le marteau. — Paris: Institut d'etudes slaves, 1993.
- Temoins de la Lumiere: Six pretres de l'epoque sovietique. — Pully; Paris: Le sel de la terre; Cerf, 1999. 307 p.
- Printemps de la foi en Russie: Les chretiens de Gorbatchov a Poutine. — Versailles: Saint-Paul, 2000. 295 p.
- «Петро Петрович Семенов-Тян-Шанський (1827—1914) і релігія: про вплив православної віри на менталітет утвореного дворянина» // Для користі Вітчизни. До 185-річчя від дня народження П. П. Семенова-Тян-Шанського. Біобібліографічний довідник. 2012. ст. 56-84.